# Mastrus rufipes
Mastrus rufipes är en stekelart som först beskrevs av William Harris Ashmead 1902.  Mastrus rufipes ingår i släktet Mastrus och familjen brokparasitsteklar. Inga underarter finns listade i Catalogue of Life.